# 리오플라타노강 생물권보전지역

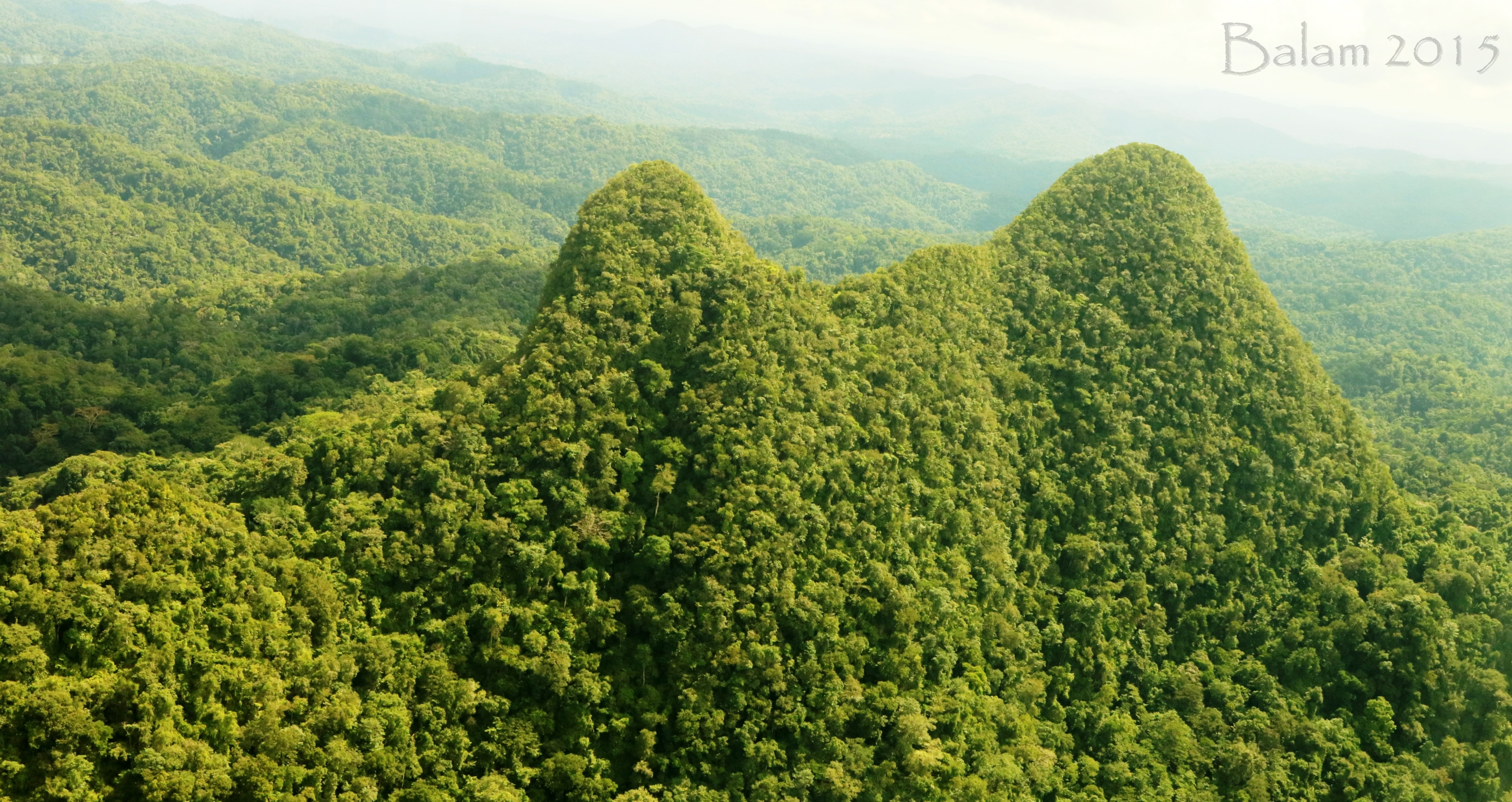

리오플라타노강 생물권보전지역(Río Plátano Biosphere Reserve)은 온두라스 카리브해 연안의 라 모스키티아(La Mosquitia) 지역에 있는 보호지역이다. 총 면적이 5,250평방 킬로미터(2,030평방 마일)에 달하는 보호구역의 대부분은 리오플라타노강을 따라 이어진다. 보호구역에는 수많은 멸종 위기 종과 중앙 아메리카에서 가장 큰 열대 우림 잔존물이 있다. 이곳은 1982년부터 세계문화유산이자 생물권보전지역으로 지정되었다. 2011년 유네스코는 이 보호구역을 위험에 처한 세계유산 목록에 올렸다.
보호구역은 산악지대와 저지대 열대 우림을 모두 포함하고 있으며 다양한 야생동물과 식물이 서식하고 있으며 주민은 2000명 이상이다. 보호구역은 멕시코에서 중앙아메리카를 거쳐 남쪽으로 뻗어 있는 메소아메리카 생물학적 통로(Mesoamerican Biological Corridor)의 일부이다.
보호구역은 온두라스의 많은 부분을 차지하고 있지만 그 안의 생물학적 다양성에 대해 기록된 것은 거의 없다. 이전 관리 계획은 성공적인 것으로 입증되었지만, 이 귀중한 보호구역을 안전하게 유지하려면 진행 중인 관리 계획과 향후 보존 문제에 대한 지속적인 조사가 필요할 것이다. 현재 불법 사냥, 벌목, 가축 방목을 위한 토지 개간 등 보호구역 보존에 대한 위협이 있다. 최근 리오 플라타노(Rio Plátano) 원류에서 보호 구역의 세 구역(문화, 완충 구역, 핵심)을 모두 통과하는 래프팅 탐험을 통해 핵심 구역의 소 방목, 강을 따라 있는 상업용 어업 및 사냥 캠프, 라스 마리아스 근처 숲의 개벌이 기록되었다.